# クロコクイナ
クロコクイナ(黒小水鶏、学名：Laterallus jamaicensis) は、クイナ科に分類される鳥の一種である。別名クロコビトクイナとも呼ばれる。

## 分布
アメリカからメキシコにかけてと、ペルー、チリ、アルゼンチンに断続的に分布する。これらの周辺の国々でも稀に記録されることがある。

## 形態
体長12-14cm。クイナ科において最小の種の一つで、大体スズメ大の大きさである。頭頂部から後頭部にかけては灰色がかった黒色で、上頸から背中は濃い黒茶色に小さな白斑が多数入る。嘴の基部から耳羽付近までは黒色で、それ以外は顔からの体の下面は濃い灰色である。脇と下尾筒は黒茶色か褐色で、白色の横縞が入ることもある。虹彩は赤色、嘴は黒色、脚は黄緑色である。

## 生態
淡水や塩水の湿地や湿った草地に生息する。
昆虫類や小型の甲殻類、植物の種子を食べる。
茂みの中に営巣し、1腹6-10個の卵を産む。

## 亜種
以下の3亜種に分類される。
- Laterallus jamaicensis jamaicensis

基亜種。アメリカ東部から、メキシコ、イギリス領ホンジュラスで繁殖し、冬季はメキシコ湾沿いのアメリカからキューバ、プエルトリコ、ジャマイカなどに渡って越冬する。
- Laterallus jamaicensis coturniculus

カリフォルニア州からカリフォルニア半島にかけて分布する。
- Laterallus jamaicensis murivagans

ペルー西部に分布する。
- Laterallus jamaicensis salinasi

チリ中部とアルゼンチン西部に分布する。

## 人間との関係
開発等による生息地の環境破壊や人為的に移入された動物による食害により、生息数は減少している。